# Enzo Fileno Carabba
Enzo Fileno Carabba (Firenze, 1º maggio 1966) è uno scrittore italiano.
È autore di romanzi e racconti fantastici e noir. Ha vinto il Premio Calvino 1990  con il romanzo Jakob Pesciolini. È inoltre autore di libretti d'opera, di sceneggiature radiofoniche e di racconti per ragazzi.

## Biografia
Suo nonno, omonimo, alto magistrato, è autore di importanti testi di diritto penale. Suo zio Manin Carabba (1937 - 2022) è stato magistrato della Corte dei Conti ed è autore di numerosi saggi sull'economia. Suo padre, Claudio Carabba (1943-2020), è stato un noto giornalista e critico cinematografico per il Corriere della Sera. Il fratello Carlo Carabba è autore di due libri di poesie, un romanzo e, dal 2008, è caporedattore della rivista Nuovi Argomenti.
Durante il liceo ha come insegnante Angelo Marchese che segue e incoraggia i suoi primi tentativi letterari, rimanendo anche in seguito un suo attento lettore (il saggio L'esordio narrativo di Enzo Fileno Carabba è apparso sulla rivista Otto/Novecento, n.1, 1993). 
Studia composizione e pianoforte presso la scuola di musica di Fiesole, qui ha come maestro Sylvano Bussotti, con il quale in seguito collaborerà scrivendo i testi per alcune sue opere.
Si iscrive alla facoltà di filosofia. Suo docente di filosofia teoretica e di logica è Luciano Handjaras.
Nel 1988 esordisce come poeta: alcune sue poesie sono lette da Piera Degli Esposti al Bussotti Opera Ballet. Si lega alla giornalista e traduttrice dal francese Domitilla Marchi, dalla quale avrà 4 figli.
Nel 1990 partecipa al Premio Calvino. Era sua intenzione partecipare soltanto alla sezione dedicata ai libretti d'opera e solo all'ultimo momento decide di aggiungere, nella spedizione, anche il romanzo che aveva da poco terminato di scrivere. Ed è proprio con questo testo, intitolato Jakob Pesciolini, che nel 1991 vince il premio. Con il titolo Jacob Pesciolini (la k viene sostituita da una c per un errore tipografico) è poi pubblicato da Einaudi nel 1992. Seguono, sempre per Einaudi, La regola del silenzio (1994) e La foresta finale (1997), i quali compongono, insieme con il romanzo d'esordio, un'ideale trilogia fantastica.
Tra il 1993 e il 1994 svolge il servizio civile, come obiettore di coscienza, in un comitato della Croce Rossa nel Valdarno. Questa esperienza sarà lo sfondo autobiografico del suo quarto romanzo, Pessimi segnali (Marsilio, 2005), già uscito nel 2003 in Francia nella “Série Noire” di Gallimard, in una versione ancora più visionaria e complessa.
Dal novembre del 1995, per circa un anno e mezzo, ha tenuto una rubrica di attualità e costume, dal nome Circolo Polare, apparsa tutti i giovedì su l'Unità - Mattina.
Nel 1997 inizia a lavorare come guida subacquea. Avvia la sua attività di insegnante di scrittura creativa: tiene corsi di "tecniche narrative" al Giardino dei Ciliegi di Firenze, alla Scuola Holden di Torino (fondata da Alessandro Baricco) e nelle scuole pubbliche. Dai corsi tenuti alla sezione di alta sorveglianza del carcere di Sollicciano nasce l'idea della raccolta antologica Se siete arrivati fin qua - Racconti dal carcere (Le Lettere, 2005), curata insieme con Paola Nobili.
Conduce insieme con Anna Cepollaro il programma radiofonico Due sul Tre, su Rai Radio Tre.
Gioca nell'Osvaldo Soriano Football Club, la Nazionale Italiana Scrittori.
Nel 2001 fonda, insieme con Domitilla Marchi, lo studio editoriale Aleph, una società che si occupa principalmente dell'editing di opere inedite.
Sempre in collaborazione con Domitilla Marchi ha tradotto dal francese sei romanzi di Frédéric Dard, dalla serie del commissario Sanantonio: Sanà contro Mr. Blood, Sanà nel castello degli orrori, Sanà e la bocca di fuoco, Al Cappone, Cereal killer, L'urlo della piattola, per Le Lettere.
È in corso di lavorazione la sceneggiatura tratta da Pessimi segnali, ad opera di Federico Mastropaolo e del regista e giornalista pubblicista Leopoldo Santovincenzo.
Angelo, il protagonista di Pessimi segnali, ritorna nel romanzo Le colline oscure (Barbera Editore, 2008).
Nel 2011 pubblica per Mondadori il romanzo Con un poco di zucchero.
Nel 2012 pubblica il romanzo storico per ragazzi Attila per FeltrinelliKids.
Nel 2014 ha espresso posizioni vicine ai No Cav sottoscrivendo l'appello contro le cave in difesa del Pizzo d'Uccello (Alpi Apuane).
A cadenza settimanale, sul Corriere Fiorentino appare una sua rubrica dedicata alle vicende amorose di giovani coppie intervistate dall'autore, "Storie d'amore", dalla quale trae ispirazione per un libro di prossima pubblicazione, Enciclopedia dell'amore, un insieme di racconti ispirati questa esperienza come intervistatore.

## Opere

### Romanzi
- Jakob Pesciolini, 1992, Einaudi, Torino, Vincitore del Premio Calvino 1990
- La Regola del silenzio, 1994, Einaudi, Torino
- La foresta finale, 1997, Einaudi, Torino
- Mauvais signes, 2003, Gallimard, Parigi, Collana: Série Noire
- Pessimi segnali, 2004, Marsilio, Venezia
- Le colline oscure, 2008, Barbera, Collana: Armi Da Taglio
- Il molosso. La leggenda del cane, 2010, Zona, Arezzo, Collana: Novevolt. ISBN 978-88-6438-071-1
- Con un poco di zucchero, 2011, Mondadori, Milano, ISBN 978-88-04-60736-6
- Attila, l'incontro dei due mondi, 2012, Feltrinelli, Milano
- La zia subacquea e altri abissi famigliari, 2015, Mondadori, Milano
- Il digiunatore, 2022, Ponte alle Grazie

### Racconti
- Il Buio in Tutti i denti del mostro sono perfetti, a cura di Valerio Evangelisti. Milano, Mondadori, 1997. Collana: Urania. Poi ristampata negli Oscar Mondadori Best Sellers nel 1998.
- La Porta della Legge in Fantastorie dal terzo pianeta - Nuovi racconti italiani nel segno di Carmilla, a cura di Valerio Evangelisti. Bologna, coop. Ed. L'Altra Italia, Avvenimenti Libri, 1997. Collana: Le Scintille, n.1.
- Lodato siii in Dracula 2000 - La seduzione del vampiro - Dieci racconti italiani, a cura di Valerio Evangelisti. Roma, coop. Ed. L'Altra Italia, Avvenimenti Libri, 1998. Collana: Le Scintille, n.8.
- Forme di comunicazione in Sesso Alieno a cura di Paolo Bianchi e Alessandro Piva. Milano, ES, 1998.
- Il Leviatano e il Paradiso in Lettere in-chiostro. La notte dei quindici racconti. Milano, Addictions-Magenes Editoriale, 1999. ISBN 88-87376-08-5.
- Ombres qui volent, ombres qui rampent in Portes d'Italie (in francese) a cura di Serge Quadruppani. Parigi, Fleuve Noir, 2001.
- Ombre che volano, ombre che strisciano in 14 colpi al cuore Racconti inediti dei migliori giallisti italiani a cura di Serge Quadruppani. Milano, Mondadori, 2002. Collana: Il Giallo, n.2789.
- Il canguro con la giacca in Duri a Morire. Palermo, Dario Flaccovio, 2003. Collana: Gialloteca.
- Il decimo cancello in Invito alla festa con delitto a cura di Federica Fantozzi. Roma, L'Unità, 2004.
- Orrore sulle colline in Parma noir. Parma, MUP Editore - Gazzetta di Parma, 2005.
- Un soffio di ottimismo in Le città in nero a cura di Marco Vichi. Parma, Guanda, 2006. ISBN 88-8246-939-5.
- Domani gioca in porta in La vita addosso a cura di Leonardo Butelli. Ravenna, Fernandel, 2006. ISBN 88-87433-74-7.
- L'odore del Male in Almanacco Guanda a cura di Ranieri Polese. Parma, Guanda, 2007, 167-179.
- Errore generale in Robot. Milano, Delos Books, 2007, n. 52, 46-57.
- Le discese estreme in Slowfood. Bra, Slow Food Editore, dicembre 2007, n. 31, 48-54.

### Narrativa per ragazzi e scolastica
- Boccaccio, Firenze, Sansoni, 1995.
- Il cubo incantato, Modena, Panini, 1998. Tratto dal testo teatrale I Fantasmi Canterini, vincitore dei premi Sarezzo e Ciliegia d'oro (2000). Illustrazioni di Andrea Camerini e Sauro Ciantini. ISBN 88-7686-815-1.
- Attila, Bari, Laterza, 2000. ISBN 88-421-0595-3.
- La bambina della tempesta, Roma, AdnKronos, 2000, ISBN 88-7118-116-6.
- Fuga da Magopoli, Milano, Salani, 2010. Collana: Gl'istrici. ISBN 88-6256-156-3

### Poemetti e libretti d'opera
- Integrale Sade, musicato da Sylvano Bussotti. Milano, Edizioni Ricordi, 1989. Prima esecuzione nel 1989 a Parigi, all'Opera Comique, in occasione del Festival d'Automne.
- I Fantasmi Canterini (1995), musicato da Antonio Eros Negri, Luca Tieppo e Davide Daolmi.
- Non è più notte, musicato da Sylvano Bussotti e inserito nella composizione Madrelingua, eseguita all'Auditorium di Santa Cecilia a Roma nel 1996.
- L'eroe dei due mondi (1999), musicato da Carlo Boccadoro.

### Radio
- Orsi e lupi sotto i viadotti, in collaborazione con il pittore Carlo Romiti  Rai Radio Tre, 2001.

### Poesie
- Gas, quattro poesie in Nuovi Argomenti, 2003.

### Saggi
- L'ordine e il disordine - L'acqua, la foresta e il deserto in Nuovi Argomenti, luglio-settembre 1996.
- Da dove parla, chi parla, se parla? in Punteggiatura, volume primo, Rizzoli, 2001. Collana: BUR-Holden Maps/Scuola Holden.
- L'agenzia per la plastificazione della notte in Nuovi Argomenti, luglio-settembre 2005.

### Altre opere
- Caffettiere degne d'amore. Introduzione a Il club dei mangiatori di hascisc di Théophile Gautier. Milano, Mondadori, 1995.
- L'Arno Inarrestabile in Cronaca Del Diluvio di Giuseppe Di Leva. Le Lettere, 1996.
- In Gita a Firenze con Enzo Fileno Carabba. Paravia-Gribaudo, 1997.
- Il piccolo scrivano fiorentino in Ricuore. Riscrittura in chiave contemporanea del libro Cuore, di Edmondo De Amicis. Nuoro, Il Maestrale, 2005.